# Kvartsur
Et kvartsur er et elektronisk ur, der styres af piezoelektriske svingninger i et krystal af mineralet kvarts. Disse svingninger styrer kvartsuret, lige som et penduls svingninger styrer et pendulurs gang. Kvartskrystallets svingninger
har en meget stabil frekvens, dvs. svingningernes "takt" ændres kun forsvindende lidt over længere tid, og derfor er kvartsure temmelig præcise.

## Mekanisme
Krystallet er bygget ind i et elektronisk kredsløb der kaldes en krystaloscillator. Oscillatoren sætter elektrisk spænding på krystallet, som på grund af de piezoelektriske egenskaber bøjer sig. Når det retter sig ud igen, skaber det et nyt elektrisk signal, som sendes tilbage til oscillatorkredsløbet. Kredsløbet forstærker signalet en kende hver gang, og på den måde opretholdes mekaniske svingninger i krystallet og elektriske svingninger i oscillatorkredsløbet.
Dette signal har typisk en frekvens på 32768 hertz (svingninger pr. sekund), men til både viserure og ure med digital udlæsning skal der bruges meget langsommere signaler, typisk 1 hertz. Derfor omformes signalet fra krystaloscillatoren til et digitalt signal, som derefter meget enkelt kan "divideres ned" ved hjælp af digitale tællere til 1 hertz; 1 digital impuls hvert sekund.
I kvartsstyrede viserure sender man det digitale signal med én eller nogle få impulser pr. sekund til en lille elektromotor, som driver et arrangement af traditionelle urvisere. Bruges 1 svingning i sekundet, "springer" sekundviseren et helt sekund frem i ét ryk, men man kan også indrette sekundviseren til at bevæge sig en mindre brøkdel af et sekund, og så forsyne elektromotoren med så mange desto flere impulser hvert sekund; det giver en illusion af, at viseren bevæger sig "trinløst" hen over skalaen.
I "digitalure", hvor klokkeslættet vises som cifre, behandles det præcise 1-hertz-signal af en diminutiv computer af den slags, man kalder for et indlejret system. Her sørger et fast indbygget computerprogram for at tælle impulserne og leverer de signaler, der får det tilsluttede display til at vise klokkeslættet. Brugen af en egentlig computer har gjort det muligt at indbygge en række funktioner i denne type ure, f.eks. kalender med ugens dage, vækkeur, stopur, klokkeslæt for flere tidszoner og sågar regnemaskine.

## Nøjagtighed
Hvor nøje et krystal kan holde en bestemt frekvens, afhænger bl.a. af dets temperatur, og på det felt har armbåndsure den fordel at de sidder på en menneskekrop der i forvejen søger at opretholde en konstant temperatur. Et krystal i "standardkvalitet" afviger ikke mere end 6 parts per million, hvis det holdes ved 31 grader celsius. Beholder man et kvartsstyret armbåndsur på hele døgnet, taber eller vinder det mindre end et halvt sekund i døgnet; det er præcist nok til at navigere efter stjerner med f.eks. en sekstant.
Meget præcise kvartsure har enten en krystalovn, der opretholder en konstant temperatur omkring krystallet, eller en temperaturføler, der kan fortælle et computer-bestykket digitalur, hvor meget det skal justere de optalte impulser for at kompensere for temperaturudsving.
Man kan ad elektronisk vej justere kvartskrystallets frekvens en anelse op eller ned; dette bruges i forbindelse med atomure, hvor et kvartsurs arbejdsfrekvens sendes til atomuret, som til gengæld kontinuerligt justerer kvartsurets frekvens.